# Живко Гвоздич
Живко Гвоздич (на сръбски: Живко Гвоздић) е сръбски революционер, деец на сръбската въоръжена пропаганда, действал в Македония от 1903 до 1908 година и полкови командир в Балканските (1912 - 1913) и Първата световна война (1914 - 1918).

## Биография
Живко Гвоздич е роден в косовския град Вучитрън, тогава в Османската империя. Завършва Военното училище в Белград с чин сержант (поднаредник). Включва се в сръбската въоръжена пропаганда от самото ѝ създаване и е втори войвода на Глигор Соколов. В сръбски документи от 1906 и 1907 година е описван като способен и смел боец. Участва в Балканските войни като командир на военна част.